# 图们铁路分局
图们铁路分局，是铁道部沈阳鐵路局下属的一家铁路分局，管辖范围基本在吉林省东部的铁路。正线长度453.4km。其中黑龙江省境内11.6km。

## 历史
起源于吉林天图铁路总公司，后称吉林省天图轻便铁路股份公司、吉林省天图轻便铁路督办公署、天图轻便铁道营业所。轻便铁路改建为准轨，设敦图工务总段，后称图们建设事务所、图们办事处、先后隶属于吉林铁道局与牡丹江铁道局的图们铁道监理所。1945年日本投降后，延边专属在朝阳川设立延边铁路管理局。1946年2月，东满铁路管理局派康礼接管，成立东满铁路管理局延边分局。1946年5月，局址由延边迁图们，改称图们分局，管辖长图铁路东起蛟河站，牡图铁路北至大兴沟站，正线延长482.1km。1946年7月，东满铁路管理局由吉林市迁至图们，图们分局并入。1946年10月，东满铁路管理局迁至牡丹江，重新设立图们分局。1946年12月，图们分局改称图们办事处。1947年1月6日，图们办事处改称图们管理部。1947年11月13日，图们管理部改称图们办事处。1948年9月1日，归属新成立的吉林铁路管理局。
1949年6月1日成立图们铁路分局，7月1日开始办公。1953年1月20日，改为图们铁路运输分局。1956年2月1日，改为图们铁路分局。1958年1月1日，分局撤销，设立图们办事处。1959年1月1日，图们办事处改称图们铁路办事处，内设行车安全组、业务室、计划财务室、人事劳动工资室。1961年10月精简到定额10人。1964年4月1日，撤销办事处，恢复设立图们铁路分局。 

## 分局界
- 牡图铁路鹿道站-斗沟子站146.257km，与牡丹江铁路分局为界；
- 长图铁路太平岭站-敦化站332.5km，与吉林铁路分局为界；

## 组织机构
- 办公室
- 总工程师室
- 安全监察室
- 运输科（调度所）
- 货运科
- 客运科
- 机务科
- 车辆科
- 工务科
- 电务科
- 房产建筑科
- 审计科
- 计划统计科
- 财务科
- 人事科
- 劳动工资科（劳动定额组）
- 职工教育科
- 卫生科（计划生育办、爱卫办、环保办）
- 物资管理科
- 企业管理办
- 人防办
- 集体企业管理办
- 收入检查室
- 基建科（工程质量监督站）
- 设计室
- 装卸设备站
- 装卸管理科
- 电子计算所
- 土地林业管理办
- 教育办
- 职工学校
- 电大函授辅导站
- 职工生活科
- 工会
- 信访办
- 档案室
- 图们站
- 敦化站
- 朝阳川站
- 延吉站
- 朝阳川车务段
- 龙井车务段
- 汪清车务段
- 图们列车段
- 图们机务段
- 图们车辆段
- 图们工务段
- 朝阳川工务段
- 图们电务段
- 图们水电段
- 图们建筑段
- 图们职工生活供应段
- 图们材料厂
- 图们铁路医院
- 敦化铁路医院
- 图们铁路卫生防疫站
- 图们铁路职工学校
- 图们建筑工程段
- 图们建筑工程二段